# 1750 v. Chr.
Portal Geschichte | Portal Biografien | Aktuelle Ereignisse | Jahreskalender | Tagesartikel

◄ |
19. Jahrhundert v. Chr. |
18. Jahrhundert v. Chr. |
17. Jahrhundert v. Chr. |
►

1740er v. Chr. |
1730er v. Chr. |
►

1750 v. Chr. |
1749 v. Chr. |
1748 v. Chr. |
1747 v. Chr. |
► |
►►

## Gestorben

### Genaues Datum unbekannt
- Hammurapi I., König von Babylonien (* im 19. Jahrhundert v. Chr.)